# Предтеченская церковь (Илимск)
Церковь Святого Иоанна Предтечи — утраченный православный храм, памятник архитектуры русского деревянного зодчества. Находился в окрестностях города Илимск Иркутской области.
Решением (1925) Иркутского губернского исполкома церковь взята под охрану, как памятник архитектуры.
Церковь располагалась в глухой тайге в 5 верстах от города Илимска (в настоящее время село). По народному преданию храм соорудили заблудившиеся казаки, давшие обет построить храм своими руками в том месте, где они найдут выход из тайги.

## Описание церкви
Церковь была освящена (1707) в честь Рождества Предтечи и Крестителя Господня Иоанна. Исследователь церковных древностей и летописец Илимских храмов священник М. Сизой (жил во 2-й половине XIX века) считал, что церковь была построена раньше, так как на святом антиминсе имелась надпись, что храм освященнодействован (1704) тобольским митрополитом Филофеем, а значит, к этому времени должен был построен.

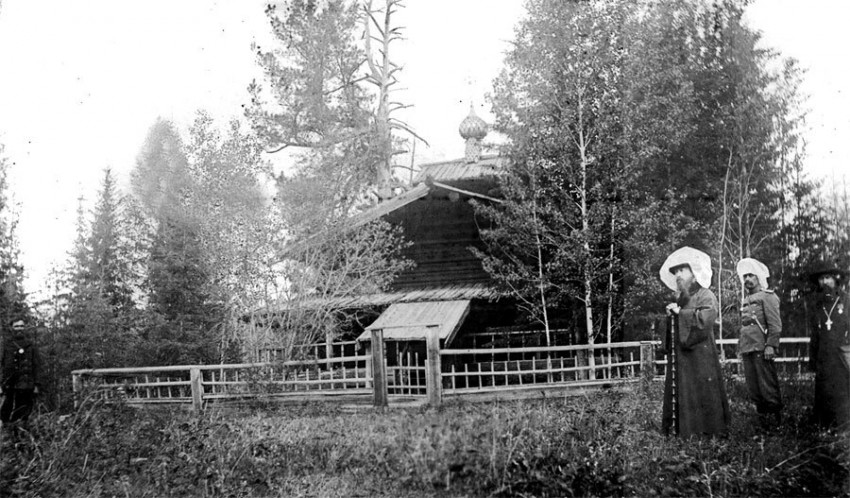
Храм в 1913 году.

Это была небольшая 1 этажная постройка клетского типа, длиной 5 сажень и 2 аршина и шириной 4 сажени, состоящая из прямоугольного храма и массивного пятигранного алтаря. Церковь перекрывала пологая двускатная кровля, завершённая малым четвериком, сдвинутым к востоку и перекрыт также двускатной, но уже поперечной кровлей. Единственная малая главка на стройной шейке, покрытая лемехом, венчала храм. Эту простую, но выразительную объёмную композицию замыкала галерея на столбах высотой от земли в 2 аршина, огибавшая храм 3 сторон. В 7 окнах церкви была вставлена вместо стёкол — слюда. С двух сторон располагались входа: главный, западный с лестницей под односкатной кровлей, 2-й с северной стороны галереи.
В интерьере церкви потолки и стены отёсаны и оставлены в таком виде без окраски и побелки. Церковные летописцы оставили интересное указание о наличие в храме скамеек вдоль стен. Иконостас был древней простой работы «незатейливо сколоченный из досок и балок, на которых так же просто укреплены местные иконы, писанные на холсте». В церкви сохранялись иконы древней живописи и старинные предметы церковной утвари.
Предтеченская церковь в числе других древних Илимских храмов была взята (1925) Иркутским губернским исполкомом на учёт, как памятник архитектуры. В советское время (1930—1940-е) здание было перестроено и там размещалась мельница, до наших дней храм не сохранился.